# Agence ministérielle pour l'intelligence artificielle de Défense
L'Agence ministérielle pour l'intelligence artificielle de Défense (AMIAD) est une agence du ministère des Armées créé le 23 avril 2024. C'est un service à compétence nationale rattaché au ministre des Armées. Elle est prévue de rejoindre le Commissariat au numérique de défense.

## Directeurs
- Bertrand Rondepierre depuis le 23 avril 2024.